# Timia xanthaspis
Timia xanthaspis är en tvåvingeart som först beskrevs av Friedrich Hermann Loew 1868.  Timia xanthaspis ingår i släktet Timia och familjen fläckflugor. Inga underarter finns listade i Catalogue of Life.